# Volo Indian Airlines 423
Il volo Indian Airlines 423 (codice IATA n.:IC423) era un volo passeggeri regionale operato da un Boeing 737 della Indian Airlines dall'aeroporto di Delhi-Palam all'aeroporto di Amritsar-Raja Sansi il 29 settembre 1981. Fu dirottato da cinque militanti sikh del Dal Khalsa (armati di pugnali e una bomba a mano), il tutto organizzato da militanti sikh e portati all'aeroporto di Lahore in Pakistan. L'aereo aveva a bordo 111 passeggeri e 6 membri dell'equipaggio. Il Dal Khalsa aveva chiesto una patria sikh separata, il Khalistan.
Il capo dei dirottatori, Gajender Singh, parlò con Natwar Singh, l'ambasciatore indiano in Pakistan, avanzando le sue richieste, chiedendo il rilascio di Jarnail Singh Bhindranwale, assieme ad altri, e una somma di $ 500.000 in contanti.
Il Pakistan salvò i passeggeri su richiesta dell'India nonostante le proteste dell'agenzia di intelligence pakistana ISI. Il Pakistan intraprese un'azione commando utilizzando i suoi SSG d'élite che liberarono l'aereo e rilasciarono tutti i passeggeri. I dirottatori vennero processati lì e condannati all'ergastolo.
L'accusato, Satnam Singh, dopo aver affrontato il processo, tornò in India per essere sottoposto ad un nuovo processo. Tuttavia il tribunale lo assolse, affermando che l'imputato aveva già scontato la pena in Pakistan.